# 特里比帽
特里比帽（Trilby）是一種窄邊的帽子。倫敦傳統的製帽公司Lock & Co.形容特里比帽的帽沿較窄，前緣向下傾斜，後緣向上彎起；而費多拉帽（Fedora）是有較寬的帽沿，且帽沿呈水平。特里比帽的冠部也比費多拉帽更短。.

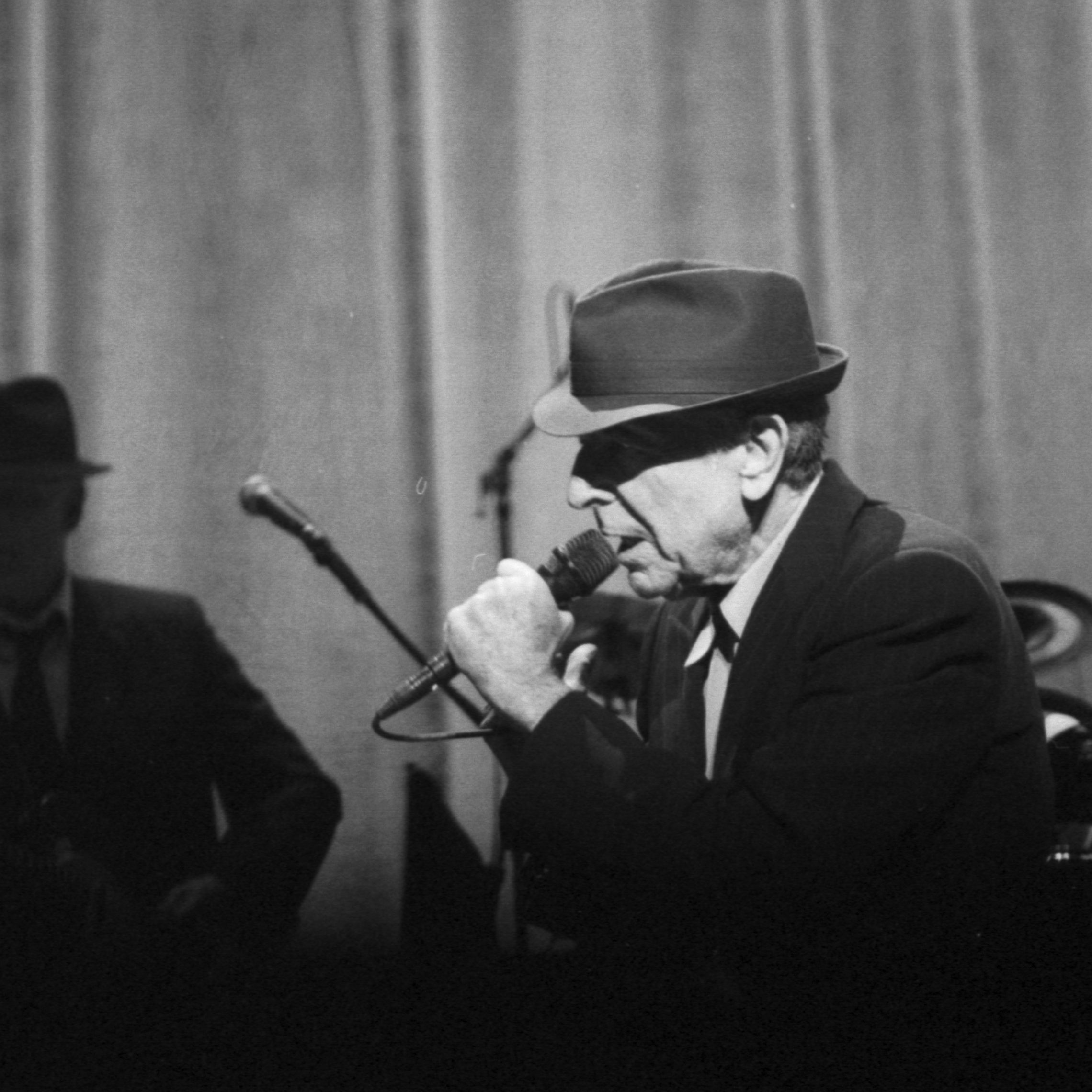
圖中李歐納·柯恩所戴的為特里比帽。

曾經被視為富人最喜愛的帽子。在不列顛有時也稱作「棕特里比」（brown trilby），常常在賽馬場上看到。

## 歷史
特里比帽的名稱來自喬治·杜穆里埃（George du Maurier）於1894年寫的小說《特里比》（Trilby）之舞台改編。